# Östavall
Östavall is een plaats in de gemeente Ånge in het landschap Medelpad en de provincie Västernorrlands län in Zweden. De plaats heeft 247 inwoners (2005) en een oppervlakte van 90 hectare. De plaats ligt aan het meer Holmsjön, op de plaats waar de rivier de Ljungan dit meer instroomt.

## Verkeer en vervoer
Bij de plaats lopen de Riksväg 83 en Länsväg 315.
De plaats ligt zonder station aan de spoorlijn Ånge - Storvik.